# Kojévino
Kojévino (en rus: Кожевино) és un poble de l'óblast de Saràtov, a Rússia, segons el cens del 2010 tenia 660 habitants. Pertany al districte municipal de Petrovsk.